# Chauna
Chauna és un dels dos gèneres d'ocells de la família dels anhímids (Anhimidae). Aquests xahàs viuen prop de zones humides d'Amèrica del Sud.
Són grans ocells amb cos voluminós i cap petit, potes llargues i fortes i grans peus parcialment palmats. Grans esperons a les ales que s'utilitzen en disputes per la parella o pel territori.

## Llista d'espècies
Se n'han descrit dues espècies:
- Xahà emplomallat (Chauna torquata).
- Xahà collnegre (Chauna chavaria).[2]